# Mutatá
Mutatá es un municipio de Colombia, localizado en la subregión de Urabá, en el departamento de Antioquia. Limita por el norte con los municipios de Turbo y Chigorodó, por el este con el departamento de Córdoba y el municipio de Ituango, por el sur con el municipio de Dabeiba y por el oeste con el departamento del Chocó. Dista 270 km de la capital Medellín y tiene una extensión de 1.108 kilómetros cuadrados.

## Toponimia
Inicialmente Mutatá se llamó así como consecuencia de un vocablo indígena, Mutadó, o Río de Piedra. 

## Historia
Prácticamente toda la región del Urabá, que incluye amplias zonas de los departamentos de Chocó, Antioquia y Córdoba posee unas características muy peculiares de tipo geopolítico, social y económico. No pertenece la mayoría de su población a la cultura paisa. 
Toda esta zona posee un gran valor estratégico, y con la mejoría en las vías de comunicación desde y hacia Medellín, que permiten una mejor infraestructura de carga y turismo para la región, ésta está viendo mejores días, pues siempre ha sido y ahora se ha reafirmado como zona de alto valor estratégico para Colombia entera.
Precisamente otro de los apelativos del distrito es Valle de las piedras. Antes de llamarse Mutatá el distrito se llamaba Pavarandocito, siguiendo el apelativo del río del mismo nombre donde se había originado inicialmente el primer caserío. Como tal es un municipio muy joven. Su año oficial de fundación es 1944.

## División Político-Administrativa
Además de su Cabecera municipal. Mutatá tiene bajo su jurisdicción los siguientes corregimientos (de acuerdo a la Gerencia departamental):
- Bejuquillo
- Caucheras
- Pavarandó
- Pavarandocito

## Generalidades
- Fundación: El 4 de octubre de 1887.
- Erección en municipio: 1951
- Fundadores: Gustavo White Uribe.

- Apelativo: Valle de las piedras y Puerta Oro de Urabá

Se une por carretera con Chigorodó, Dabeiba y Medellín.

## Demografía
Población Total: 13 911 hab. (2018)
- Población Urbana: 5 091
- Población Rural: 8 900

Alfabetismo: 68.2% (2005)
- Zona urbana: 79.6%
- Zona rural: 58.7%

### Etnografía
Según las cifras presentadas por el DANE del censo 2005, la composición etnográfica del municipio es: 
- Mestizos & blancos (72,2%)
- Afrocolombianos (15,2%)
- Indígenas (12,6%)

## Economía
- Agricultura: Plátano,piña Banano, Chontaduro, Coco, Yuca, Maíz, Banano Baby
- Ganadería: Ceba y Leche
- Maderas
- Minería.

## Fiestas
- Fiestas del Río en el mes de junio
- Fiestas del Campesino en el mes de julio.

## Sitios de interés, patrimonio natural e histórico
- Parque Principal con los monumentos a La Madre y al Trabajo de la Madera
- Iglesia Parroquial Nuestra Señora del Carmen.

Destinos ecológicos
- Río Puenteadero, baños
- Ríos Bedo, Cañaduzales y La Fortuna
- Resguardo Indígena Jaikerazabi, para conocer la etnia Emberá Catíos
- Río Villarteaga, baños
- Discoteca bailadero los laureles